# Faseyer

Un foc faseyant

Sur un voilier, une voile qui faseye est une voile insuffisamment bordée qui se dégonfle en partie (notamment le long du guindant dans le cas d'une grand-voile). La poussée exercée par le vent sur la voile n'est alors pas optimale.
Une voile bien réglée doit être à la limite du faseyement. On utilise d'ailleurs ce phénomène pour effectuer le réglage de la grand-voile : l'écoute de la voile est choquée jusqu'à ce que la voile faseye puis elle est reprise très progressivement jusqu'à ce qu'on observe la disparition du faseyement.
Le faseyement désigne un dégonflement modéré de la voile. Le faseyement perturbe l'écoulement aérodynamique (l'écoulement laminaire est remplacé par un écoulement turbulent), ce qui peut être utilisé pour diminuer la portance de la voile et ralentir le navire . Lorsque la voile est complètement débordée et qu'elle a perdu toute force propulsive (il n'y a plus d'écoulement le long de la voile, il n'y a plus que de la turbulence), on dit que la voile bat[réf. nécessaire].